# Guillermo del Toro
Guillermo del Toro Gómez (Guadalajara, 9 ottobre 1964) è un regista, sceneggiatore, produttore cinematografico e scrittore messicano.

Firma di Guillermo del Toro

Nella sua carriera di regista, del Toro ha alternato il proprio lavoro tra opere in lingua spagnola incentrate su temi dark fantasy, come le pellicole La spina del diavolo (2001) e Il labirinto del fauno (2006), per il quale è stato candidato per due Oscar come miglior film straniero e migliore sceneggiatura originale, e classici film d'azione americani, come il film supereroistico sui vampiri Blade II (2002), il soprannaturale Hellboy (2004), il suo seguito Hellboy: The Golden Army (2008) e il monster movie fantascientifico Pacific Rim (2013).
Il film fantasy La forma dell'acqua - The Shape of Water (2017) ha ricevuto le lodi della critica e ha vinto il Leone d'oro alla 74ª Mostra internazionale d'arte cinematografica di Venezia, facendo inoltre ricevere a del Toro due Oscar nelle categorie miglior regista e miglior film, oltre a una candidatura per la migliore sceneggiatura originale; del Toro ha ricevuto molti altri riconoscimenti per i suoi lavori da regista, vincendo nella suddetta categoria ai Golden Globe, ai BAFTA e ai Directors Guild of America Awards. Ai premi Oscar 2023 si è aggiudicato la statuetta per il miglior film d'animazione con Pinocchio, divenendo l'unica persona nella storia ad averli ottenuti per le tre differenti categorie: miglior film, miglior regista e miglior film d'animazione.
In aggiunta alla sua attività da regista, del Toro è un produttore cinematografico, avendo prodotto film come The Orphanage (2007), Con gli occhi dell'assassino (2010), Biutiful (2010), Kung Fu Panda 2 (2011), Il gatto con gli stivali (2011), La madre (2013) e la serie TV d'animazione Trollhunters - I racconti di Arcadia.
I lavori di del Toro sono caratterizzati da un forte legame con le fiabe e l'horror, e dalla volontà di infondere le sue opere di una bellezza estetica o poetica. Egli è da sempre affascinato dai mostri, che considera simboli di grande potere. Nei suoi film ricorre frequentemente a immagini religiose (in genere collegate a temi del cattolicesimo), di insettoidi e di meccanismi degli orologi. Elementi ricorrenti nelle sue pellicole sono poi la celebrazione dell'imperfezione e la raffigurazione dell'oltretomba. È noto inoltre per l'utilizzo di effetti speciali pratici e di una dominante illuminazione color ambra, nonché per le sue frequenti collaborazioni con gli attori Ron Perlman e Doug Jones.

## Biografia

### I primi anni
Da giovane Del Toro studiò nell'Istituto de Ciencias, a Guadalajara, e fu cresciuto dalla nonna, molto cattolica. Ebbe il suo primo coinvolgimento con il mondo del cinema quando aveva circa 8 anni, fino a quando, nel 1986, produsse il suo primo film, all'età di 21 anni. Prima di ciò passò circa 10 anni a progettare cosmetici, e formò la sua compagnia, Necropia, nei primi anni ottanta. Inoltre fondò assieme ad altri il Guadalajara Mexican Film Festival; successivamente formò la sua propria compagnia di produzione, la Tequila Gang. Nel 1998 il padre di Guillermo fu rapito in Messico e liberato dopo 72 giorni solo dietro il pagamento di un riscatto. L'evento convinse Del Toro e la sua famiglia ad espatriare negli Stati Uniti d'America, vivendo in California.

### Carriera professionale

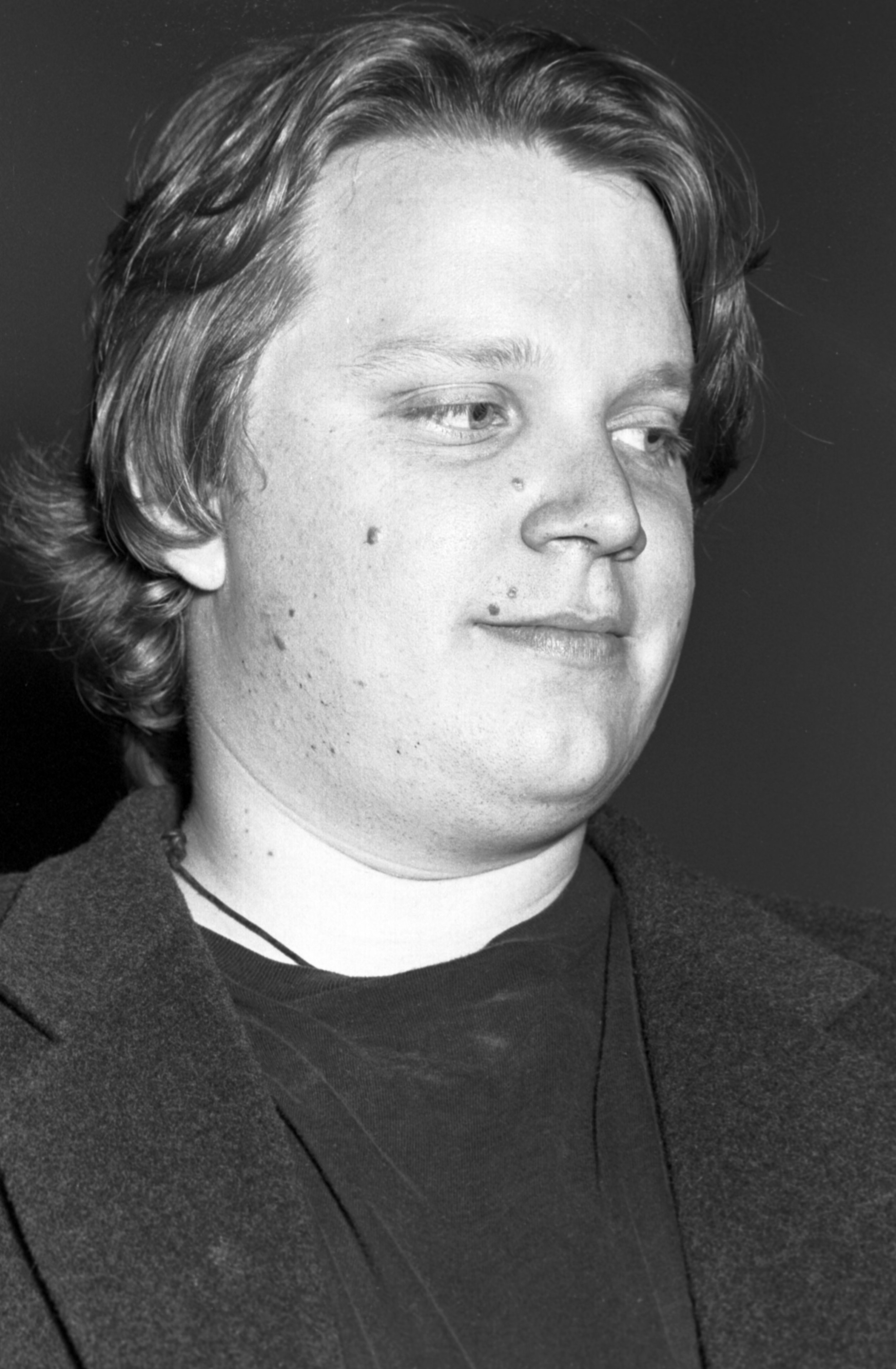
Guillermo del Toro nel 1993 durante la promozione di Cronos.

Ha diretto film di varia natura, da alcune trasposizioni di fumetti (Hellboy, Hellboy: The Golden Army e Blade II) al fantasy storico e al film horror, due dei quali sono ambientati in Spagna durante o appena dopo la guerra civile spagnola, sotto il governo autoritario di Francisco Franco. Questi due film, La spina del diavolo e Il labirinto del fauno, sono fra i suoi lavori più apprezzati. Essi, inoltre, hanno impostazione, protagonisti (bambini), e temi (ad esempio la relazione tra fantasy e horror e la difficoltà di vivere in un periodo di dittatura autoritaria) simili al film spagnolo del 1973 Lo spirito dell'alveare, generalmente considerato uno dei migliori film spagnoli degli anni settanta.
Del Toro, ospite della trasmissione Leonard Lopate Show, sulla WNYC, una delle maggiori radio di New York, ha fatto una lista dei suoi maggiori interessi, che sono diventati elementi caratteristici dei suoi film: «Io ho una sorta di feticismo per gli insetti, i meccanismi ad orologeria, i mostri e i luoghi oscuri"», tutte cose che possono facilmente essere ritrovate in ognuno dei suoi lavori. Specialmente i mostri sono un elemento abbastanza frequente; in alcune recenti interviste Del Toro ha dichiarato di essere sempre stato «innamorato dei mostri. Il mio fascino per loro è molto antropologico [...] Io li studio, li disseziono in molti dei miei film: voglio sapere come funzionano, come appaiono nel loro intimo, com'è la loro sociologia». Ha inoltre menzionato quali sono stati i suoi ispiratori, quali Arthur Machen, Lord Dunsany, Clark Ashton Smith, Howard Phillips Lovecraft, e Jorge Luis Borges. Il regista si è autodefinito «un cattolico decaduto - a cui piace il taoismo», ma nella stessa intervista dice «una volta cattolico - cattolico sempre».
Del Toro è molto amico di due dei più apprezzati cineasti messicani, quali Alfonso Cuarón e Alejandro González Iñárritu. I tre spesso si influenzano tra loro sulle decisioni artistiche (Cuarón, inoltre, fu uno dei produttori de Il labirinto del fauno). Tutti e tre sono stati nominati per il premio Oscar: in particolare Del Toro per la sceneggiatura originale de Il labirinto del fauno (il film ricevette altre sei candidature, incluso miglior film straniero).
Nel 2011, al Los Angeles Film Festival, intervistato in pubblico da Doug Jones ha parlato de L'arcano incantatore film del 1996 di Pupi Avati. Mentre stava lavorando a Mimic nel 1997 alcuni suoi amici gli parlarono del film gotico di Avati. Del Toro recuperò L'arcano incantatore in VHS e, dopo averlo visto, ne restò entusiasmato al punto da mostrare la pellicola all'amico Quentin Tarantino. Il suo amore per il cinema italiano non si ferma qua. Infatti, nei contenuti speciali di Blade II commentando la scena in cui Blade (Wesley Snipes) viene presentato all'Emobranco e, più specificatamente, a Ron Perlman, dichiara di aver voluto omaggiare una scena, sostanzialmente identica di ...continuavano a chiamarlo Trinità con protagonista Terence Hill.
Il 25 aprile 2008 Del Toro firmò un contratto per dirigere i due film Lo Hobbit in maniera consequenziale e, annunciando, nel 2009, l'inizio delle riprese. Inoltre avrebbe dovuto curare anche la sceneggiatura di due dei tre film, insieme a Peter Jackson (regista della trilogia Il Signore degli Anelli e produttore dei due film), Fran Walsh e Philippa Boyens. Tale progetto venne poi abbandonato ufficialmente il 31 maggio del 2010 per i continui ritardi, dichiarando:
(Guillermo del Toro)

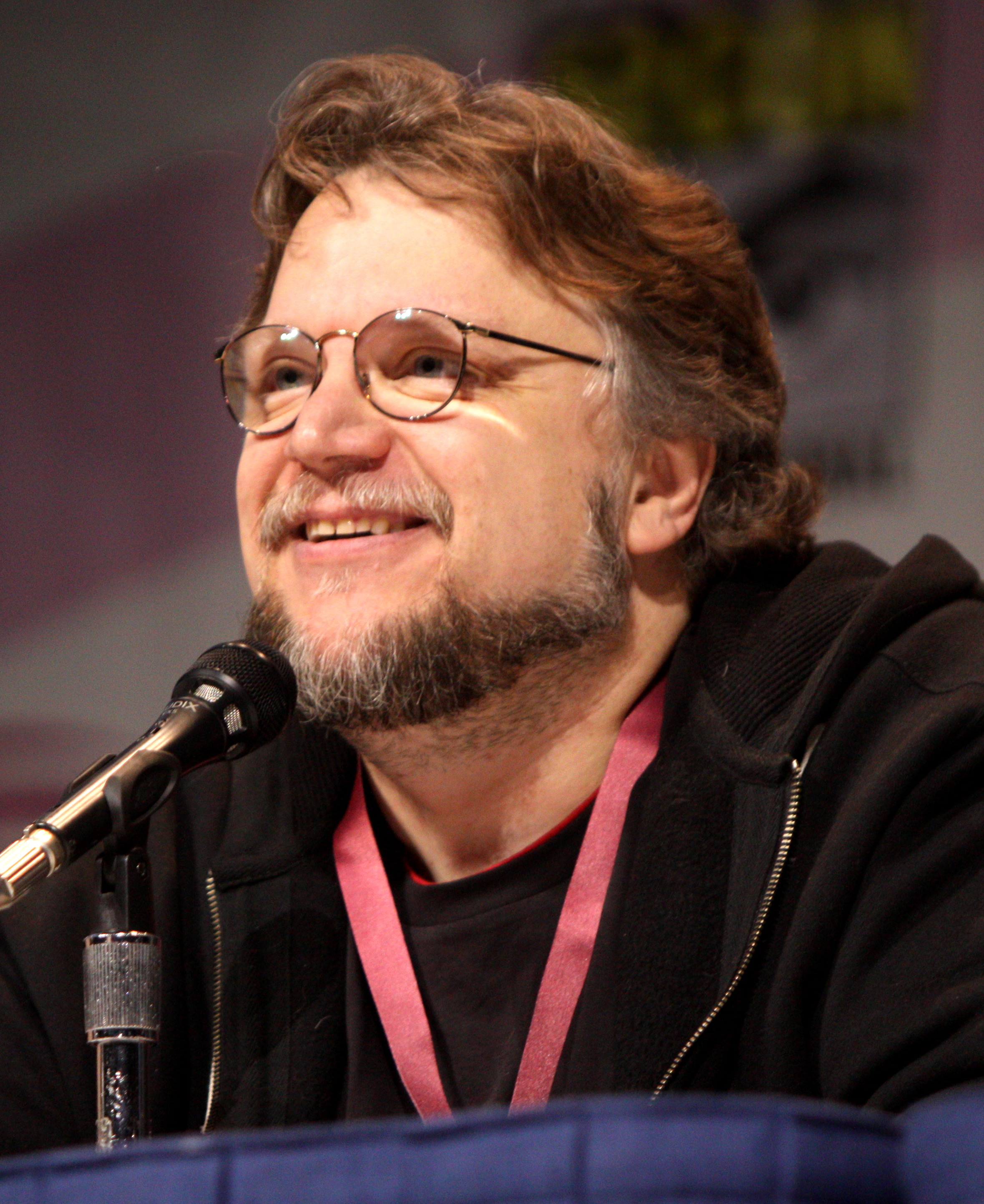
Del Toro nel 2013.

In questo modo, liberato da ogni vincolo, si dedicò alla realizzazione cinematografica de Le montagne della follia, da un romanzo di Howard Phillips Lovecraft. Il progetto, come molti altri del regista, venne annullato perché ritenuto troppo costoso e rischioso da portare sul grande schermo. Si è poi dedicato al colossal di fantascienza Pacific Rim, uscito nell'estate 2013.
Nel giugno 2009, debuttò come scrittore, pubblicando il romanzo La progenie (The Strain), insieme a Chuck Hogan, per poi proseguire questa attività nel corso del tempo, fino a pubblicare in tutto sette romanzi. Concepì The Strain nel 2006 come serie televisiva, ma lo sviluppo si fermò quando il presidente della Fox gli chiese di trasformare la serie in una commedia, cosa che il regista messicano non voleva assolutamente fare. Un agente della rete televisiva suggerì allora a Del Toro di sviluppare la sua idea in una serie di libri; Del Toro chiese allora a Chuck Hogan di aiutarlo a scrivere i libri, spiegando di voler dare alla serie un tono realistico e da procedural. Hogan acconsentì dopo aver letto solo una pagina e mezzo del soggetto di dodici pagine scritto da Del Toro. Il duo collaborò per il primo anno senza un contratto o un accordo con un editore. Dopo l'uscita del primo libro gli studi e le reti televisive cominciarono a fare offerte per ottenere i diritti cinematografici e televisivi, ma del Toro e Hogan declinarono tutte le proposte, affermando di non voler essere influenzati dalla trasposizione mentre stavano ancora scrivendo i libri. Dopo la pubblicazione del terzo libro, gli autori avviarono delle trattative con tutti i canali via cavo che avevano espresso interesse. Nel novembre 2013 FX confermò lo sviluppo della serie televisiva The Strain, che debuttò nel luglio 2014 per la regia dello stesso Del Toro, che ha scritto e diretto personalmente l'episodio pilota ed è stato produttore esecutivo della serie insieme a Hogan. La serie si è conclusa nel 2017.
Nel 2017 è stato presentato alla 74ª Mostra internazionale d'arte cinematografica di Venezia il film da lui diretto, La forma dell'acqua - The Shape of Water, con protagonisti Sally Hawkins e Michael Shannon, e con cui vince il Leone d'oro. Tra i numerosi premi, ha vinto il suo primo Golden Globe al miglior regista, il Premio BAFTA al miglior regista ed è ha ricevuto due Premi Oscar, nella categoria miglior regista e miglior film, venendo inoltre candidato per la migliore sceneggiatura originale.
Nel 2008, Del Toro annunciò un film d'animazione a passo uno basato su Le avventure di Pinocchio, in una versione più cupa e ambientata durante il Fascismo, e con dei temi più profondi non apparsi nella storia. Inizialmente previsto per uscire nel 2014, il progetto rimase in development hell senza ulteriori notizie. Nel 2017 il regista tornò a parlarne, annunciando che Patrick McHale, creatore della serie Over the Garden Wall - Avventura nella foresta dei misteri, avrebbe collaborato alla sceneggiatura, ma successivamente il progetto fu annullato a causa della mancanza di finanziatori. Tuttavia, nel 2018 il progetto è stato riavviato dopo essere stato acquistato da Netflix. Pinocchio di Guillermo del Toro è stato lanciato sulla piattaforma streaming nel dicembre 2022 e proiettato nei cinema a partire dal 4 dicembre. Nel 2023 questa rivisitazione vince l'oscar.

## Poetica e stile
Lo stile registico e la poetica di Guillermo del Toro sono ravvisabili nella maggior parte dei suoi film. Coniuga spesso il favolistico con l'orrifico, accentuando il lato poetico e visionario. Non ha mai nascosto la sua passione per i mostri, che considera simbolo di grande potere. Sfrutta le suggestioni per gli insetti, sull'immaginario religioso, i temi del Cattolicesimo e sulla celebrazione dell'imperfezione. Lo affascinano inoltre il sottosuolo e la sua vita come anche gli orologi e i meccanismi che li compongono. Ha mostrato inoltre grande interesse per la storia della Spagna nel periodo franchista.
L'approccio fotografico di ogni suo film, agevolato dalla frequente collaborazione con il direttore della fotografia Guillermo Navarro, si fonda sempre su molti tagli di luce di un colore dominante: l'ambra. Fa inoltre un largo uso di effetti speciali generati al computer, tuttavia preferisce spesso utilizzare una commistione fra trucco prostetico e vari tipi di effetti speciali: meccanici, visivi e digitali. Ha inoltre dimostrato una certa predilezione per scene horror che facciano un uso del sangue al limite del granguignolesco e dello splatter.

## Videogiochi
Del Toro ha avuto più volte contatti con il mondo videoludico. Al VGA 2010 annunciò inSANE, un videogioco horror da lui diretto. Il titolo, sviluppato da Volition, prodotto da THQ e con data di pubblicazione fissata al 2013, fu concepito come primo capitolo di una trilogia. Tuttavia, il gioco venne cancellato nell'agosto del 2012 da THQ, che restituì i diritti sulla proprietà intellettuale al regista.
Al Gamescom 2014 viene annunciata la collaborazione tra Guillermo Del Toro e Hideo Kojima per lo sviluppo di Silent Hills, nuovo capitolo della nota serie videoludica, ma il 26 aprile 2015 lo stesso Del Toro, polemizzando apertamente con Konami, dichiara che il gioco verrà cancellato. Del Toro è comunque apparso nel successivo videogioco di Hideo Kojima, Death Stranding, in veste di attore.

## Filmografia

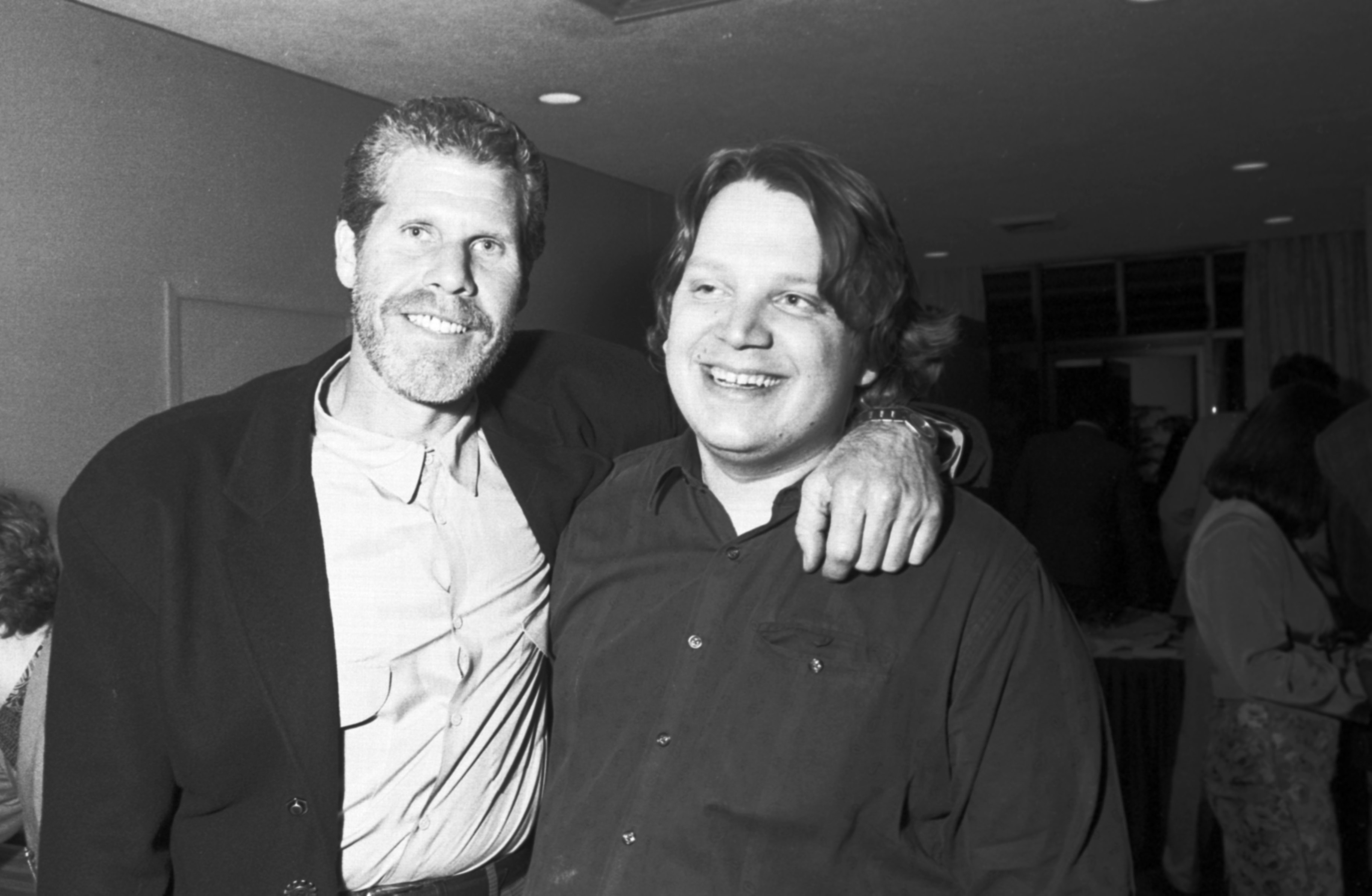
Guillermo del Toro e Ron Perlman negli anni novanta

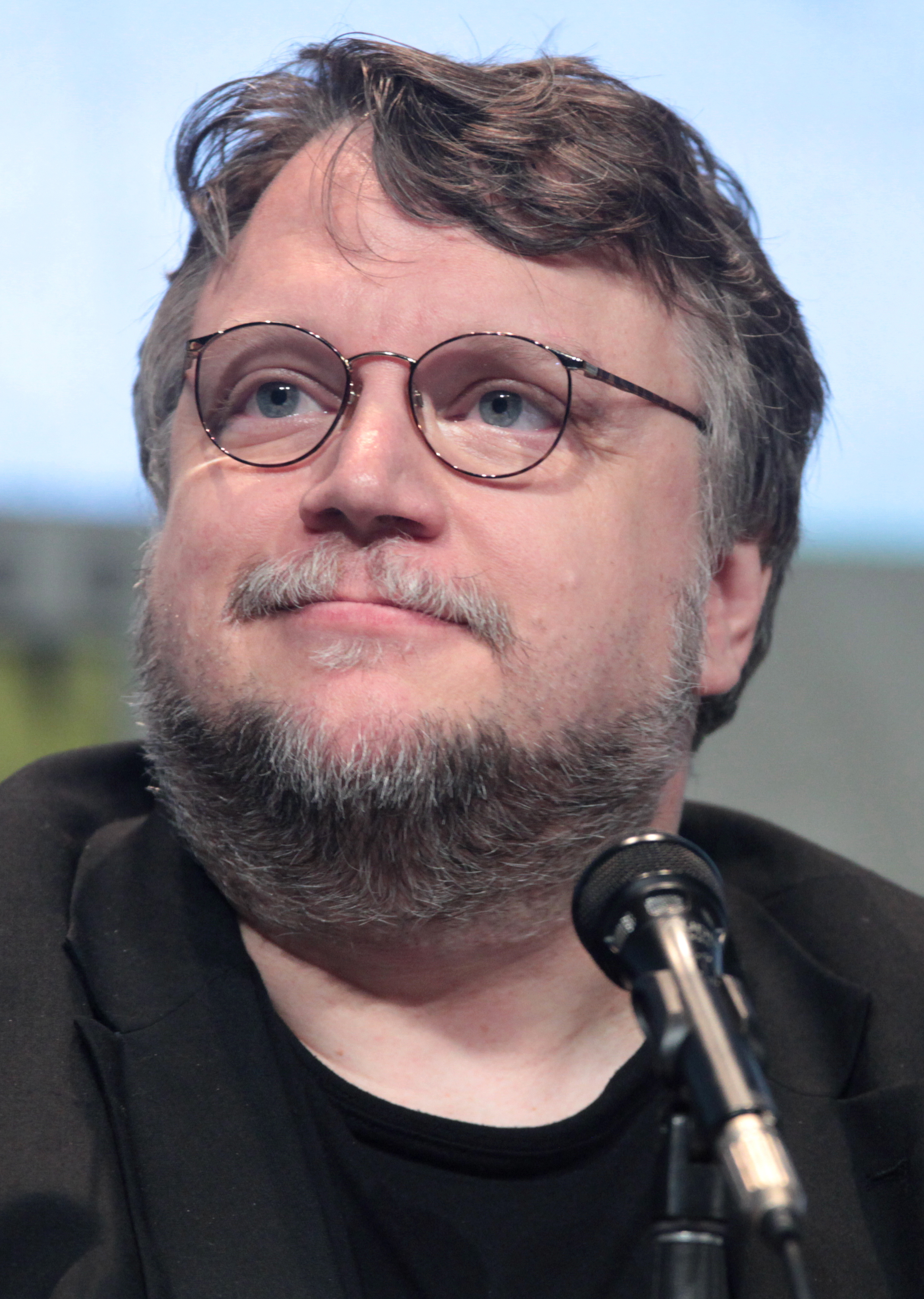
Del Toro al San Diego Comic-Con 2015

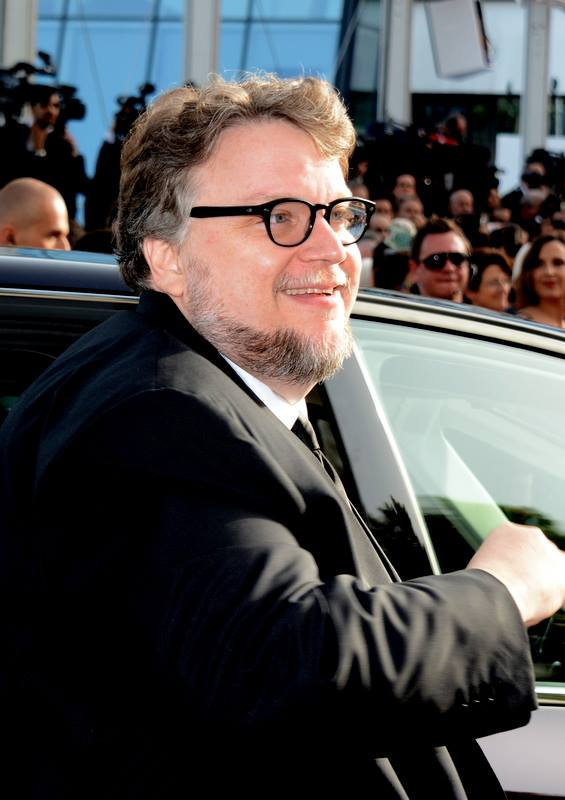
Guillermo del Toro al Festival di Cannes 2015.

### Regista

#### Cinema
- Cronos (1993)
- Mimic (1997)
- La spina del diavolo (El espinazo del diablo, 2001)
- Blade II (2002)
- Hellboy (2004)
- Il labirinto del fauno (El laberinto del fauno, 2006)
- Hellboy: The Golden Army (Hellboy II: The Golden Army, 2008)
- Pacific Rim (2013)
- Crimson Peak (2015)
- La forma dell'acqua - The Shape of Water (The Shape of Water, 2017)
- La fiera delle illusioni - Nightmare Alley (Nightmare Alley, 2021)
- Pinocchio di Guillermo del Toro (Guillermo del Toro's Pinocchio, 2022)
- Frankenstein (2025)

#### Televisione
- Hora Marcada – serie TV, 5 episodi (1986-1989)
- The Strain – serie TV, episodio 1x01 (2014)
- Cabinet of Curiosities – serie TV (2022-in corso)

#### Cortometraggi
- Pesadilla 1 (1982)
- Matilde (1984)
- Doña Lupe (1986)
- Geometria (1987)

### Sceneggiatore

#### Cinema
- Doña Lupe, regia di Guillermo del Toro – cortometraggio (1985)
- Geometria, regia di Guillermo del Toro – cortometraggio (1987)
- Cronos, regia di Guillermo del Toro (1993)
- Mimic, regia di Guillermo del Toro (1997)
- La spina del diavolo (El espinazo del diablo), regia di Guillermo del Toro (2001)
- Hellboy, regia di Guillermo del Toro (2004)
- Il labirinto del fauno (El laberinto del fauno), regia di Guillermo del Toro (2006)
- Hellboy: The Golden Army (Hellboy II: The Golden Army), regia di Guillermo del Toro (2008)
- Non avere paura del buio (Don't Be Afraid of the Dark), regia di Troy Nixey (2010)
- Lo Hobbit - Un viaggio inaspettato (The Hobbit: An Unexpected Journey), regia di Peter Jackson (2012) - co-sceneggiatore
- Pacific Rim, regia di Guillermo del Toro (2013)
- Lo Hobbit - La desolazione di Smaug (The Hobbit: The Desolation of Smaug), regia di Peter Jackson (2013) - co-sceneggiatore
- Lo Hobbit - La battaglia delle cinque armate (The Hobbit: The Battle of Five Armies), regia di Peter Jackson (2014) - co-sceneggiatore
- Crimson Peak, regia di Guillermo del Toro (2015)
- La forma dell'acqua - The Shape of Water (The Shape of Water), regia di Guillermo del Toro (2017)
- Scary Stories to Tell in the Dark, regia di André Øvredal (2019)
- Le streghe (The Witches), regia di Robert Zemeckis (2020)
- Trollhunters - L'ascesa dei Titani (Trollhunters: Rise of the Titans), regia di Andrew Schmidt, Francisco Ruiz Velasco e Johane Matte (2021)
- La fiera delle illusioni - Nightmare Alley (Nightmare Alley), regia di Guillermo del Toro (2021)
- Pinocchio di Guillermo del Toro (Guillermo del Toro's Pinocchio), regia di Guillermo del Toro (2022) - co-sceneggiatore

#### Televisione
- Hora Marcada – serie TV, 4 episodi (1988-1989)
- The Strain – serie TV, 46 episodi (2014)
- Trollhunters - I racconti di Arcadia (Trollhunters: Tales of Arcadia) – serie animata, 52 episodi (2016-2018)
- 3 in mezzo a noi - I racconti di Arcadia (3Below: Tales of Arcadia) – serie animata, 26 episodi (2018-2019)
- I Maghi - I racconti di Arcadia (Wizards: Tales of Arcadia) – serie animata, 10 episodi (2020)
- Pacific Rim - La zona oscura (Pacific Rim: The Black) – serie anime (2021-2022) - soggetto originale
- Cabinet of Curiosities – serie TV (2022-in corso)

### Produttore

#### Cinema
- Geometria, regia di Guillermo del Toro – cortometraggio (1987)
- Un embrujo, regia di Carlos Carrera (1998)
- Crónicas, regia di Sebastián Cordero (2004)
- Il labirinto del fauno (El laberinto del fauno), regia di Guillermo del Toro (2006)
- Cosas insignificantes, regia di Andrea Martínez Crowther (2008)
- Rudo y Cursi, regia di Carlos Cuarón (2008)
- Rabia, regia di Sebastián Cordero (2009)
- Biutiful, regia di Alejandro G. Iñárritu (2010)
- Con gli occhi dell'assassino (Los ojos de Julia), regia di Guillem Morales (2010)
- Non avere paura del buio (Dont'Be Afraid of the Dark), regia di Troy Nixey (2010)
- Pacific Rim, regia di Guillermo del Toro (2013)
- Il libro della vita (Book of Life), regia di Jorge R. Gutierrez (2014)
- Crimson Peak, regia di Guillermo del Toro (2015)
- La forma dell'acqua - The Shape of Water (The Shape of Water), regia di Guillermo del Toro (2017)
- Pacific Rim - La rivolta (Pacific Rim: Uprising), regia di Steven S. DeKnight (2018)
- Scary Stories to Tell in the Dark, regia di André Øvredal (2019)
- Le streghe (The Witches), regia di Robert Zemeckis (2020)
- Antlers, regia di Scott Cooper (2021)
- Trollhunters - L'ascesa dei Titani (Trollhunters: Rise of the Titans) regia di Andrew L. Schmidt, Francisco Ruiz Velasco, Johane Matte (2021)
- La fiera delle illusioni - Nightmare Alley (Nightmare Alley), regia di Guillermo del Toro (2021)

#### Televisione
- The Strain – serie TV, 46 episodi (2014)

### Produttore esecutivo

#### Cinema
- Doña Lupe, regia di Guillermo del Toro – cortometraggio (1985)
- Donna Herlinda e suo figlio (Doña Herlinda y su hijo), regia di Jaime Humberto Hermosillo (1985)
- La spina del diavolo (El espinazo del diablo), regia di Guillermo del Toro (2001)
- Asesino en Serio, regia di Antonio Urrutia (2002)
- The Orphanage (El orfanato), regia di Juan Antonio Bayona (2007)
- Legittima offesa - While She Was Out (While She Was Out), regia di Susan Montford (2008)
- Splice, regia di Vincenzo Natali (2009)
- Kung Fu Panda 2, regia di Jennifer Yuh (2011)
- Il gatto con gli stivali (Puss in Boots), regia di Chris Miller (2011)
- The Captured Bird, regia di Jovanka Vuckovic – cortometraggio (2012)
- Le 5 leggende (Rise of the Guardians), regia di Peter Ramsey (2012)
- La madre (Mama), regia di Andrés Muschietti (2013)
- Kung Fu Panda 3, regia di Jennifer Yuh e Alessandro Carloni (2016)

#### Televisione
- The Strain – serie TV, 46 episodi (2014)

### Attore
- Five Came Back, regia di Laurent Bouzereau (2017)
- Death Stranding – videogioco[30] (2019)
- Cabinet of Curiosities – serie TV (2022)
- Hideo Kojima: Connecting Worlds, regia di Glen Milner (2023)[31]
- Death Stranding 2: On the Beach – videogioco[30] (2025)

## Libri
- Trilogia Nocturna
  -  Guillermo del Toro e Chuck Hogan, La progenie [The Strain], Mondadori, 2009  [2009].
  -  Guillermo del Toro e Chuck Hogan, La caduta [The Fall], Mondadori, 2011  [2010].
  -  Guillermo del Toro e Chuck Hogan, Notte eterna [The Night Eternal], Mondadori, 2012  [2011].
- Guillermo del Toro e Daniel Kraus, Trollhunters [Trollhunters], De Agostini, 2015  [2015].
- Guillermo del Toro e Daniel Kraus, La forma dell'acqua [The Shape of Water], Tre60, 2018  [2017].
- Guillermo del Toro e Cornelia Funke, Il Labirinto del Fauno [Pan's Labyrinth: The Labyrinth of the Faun], Mondadori, 2019  [2019].
- Serie Blackwood Tapes
  - Guillermo del Toro e Chuck Hogan, La porta del male [The Hollow Ones]. Tre60, 2020 [2020].

## Riconoscimenti
- Premio Oscar
  - 2007 – Candidatura alla migliore sceneggiatura originale per Il labirinto del fauno[32]
  - 2018 – Miglior film per La forma dell'acqua - The Shape of Water (come produttore)[19]
  - 2018 – Miglior regista per La forma dell'acqua - The Shape of Water[19]
  - 2018 – Candidatura alla migliore sceneggiatura originale per La forma dell'acqua - The Shape of Water[20]
  - 2022 – Candidatura al miglior film per La fiera delle illusioni - Nightmare Alley
  - 2023 – Miglior film d'animazione per Pinocchio di Guillermo del Toro
- Golden Globe
  - 2007 – Candidatura al miglior film straniero per Il labirinto del fauno
  - 2018 – Miglior regista per La forma dell'acqua - The Shape of Water[16]
  - 2018 – Candidatura alla migliore sceneggiatura per La forma dell'acqua - The Shape of Water[33]
  - 2018 – Candidatura al miglior film drammatico per La forma dell'acqua - The Shape of Water (come produttore)[33]
  - 2023 - Miglior film d'animazione per Pinocchio
  - 2023 - Candidatura alla migliore canzone per Pinocchio
- Directors Guild of America Award
  - 2017 – Miglior regia cinematografica per La forma dell'acqua - The Shape of Water[34]
- Mostra internazionale d'arte cinematografica
  - 2017 – Leone d'oro al miglior film per La forma dell'acqua - The Shape of Water[15]
- Premio Ariel
  - 1993 – Miglior regia per Cronos[35]
  - 2007 – Miglior regia per Il labirinto del fauno[35]
- Premio BAFTA
  - 2007 – Miglior film non in lingua inglese per Il labirinto del fauno
  - 2007 – Candidatura alla miglior sceneggiatura originale per Il labirinto del fauno
  - 2018 – Miglior regista per La forma dell'acqua - The Shape of Water[18][36]
- Premio Goya
  - 2007 – Candidatura al miglior film per Il labirinto del fauno
  - 2007 – Candidatura al miglior regista per Il labirinto del fauno
  - 2007 – Miglior sceneggiatura originale per Il labirinto del fauno